# Bernard Laujacq
Bernard Laujacq est un homme politique français né le 1er janvier 1758 à Cocumont (Lot-et-Garonne) et décédé le 2 décembre 1841 à Agen (Lot-et-Garonne).
Avocat, il devient juge au tribunal de district en 1792 puis administrateur du district de Marmande. Il est élu député de Lot-et-Garonne au Conseil des Cinq-Cents. En 1800, il devient juge à la cour d'appel d'Agen.

## Sources
- « Bernard Laujacq », dans Adolphe Robert et Gaston Cougny, Dictionnaire des parlementaires français, Edgar Bourloton, 1889-1891 [détail de l’édition]